# Ian Allison
Ian Alistar Allison, detto Al (Greenock, 26 luglio 1909 – London, 4 agosto 1990), è stato un cestista canadese.

## Carriera
Altre fonti riportano che nacque nel 1907. Ha vinto la medaglia d'argento con la nazionale di pallacanestro del Canada alle Olimpiadi di Berlino 1936, giocando sei partite.